# Hvor er pengene, Peter
Hvor er pengene, Peter er en dansk kortfilm fra 2002, der er instrueret af Jan T. Jensen og Per Rands efter manuskript af førstnævnte.

## Handling
Peter er på flugt fra vanvittige revolvermænd. Hvorfor flygter han, og hvad vil de ham?

## Medvirkende
- Kim Sønderholm - Ole
- Bo Thomasen - Peter
- Sead Sainoski - Leif